# Magnário
Magnário (Magnarius) foi um conde de origem carolíngia e governante de Narbona. Governou entre 790 e 800. Foi antecedido no governo do condado por Bernardo Plantapilosa, tendo sido seguido por Esturmio.